# كريس بالمر (لاعب كرة قدم أمريكية)
كريس بالمر (بالإنجليزية: Chris Palmer)‏ هو لاعب كرة قدم أمريكية أمريكي، ولد في 23 سبتمبر 1949 في بروستر في الولايات المتحدة.